# Maytenus sieberiana
Maytenus sieberiana là một loài thực vật có hoa trong họ Dây gối. Loài này được Krug & Urb. mô tả khoa học đầu tiên năm 1904.